# Jafrem Sakałou
Jafrem Jausiejewicz Sakałou (biał. Яфрэм Яўсеевіч Сакалоў; ros. Ефрем Евсеевич Соколов, Jefriem Jewsiejewicz Sokołow; ur. 25 kwietnia 1926 we wsi Rawiaczyna w obwodzie mohylewskim, zm. 5 kwietnia 2022 w Mińsku) – radziecki i białoruski polityk, I sekretarz Komunistycznej Partii Białorusi (KPB) (1987–1990), członek Biura Politycznego KC KPZR (1990), Bohater Pracy Socjalistycznej (1986).

## Życiorys
W latach 1944–1950 służył w Armii Czerwonej/Armii Radzieckiej, później pracował jako szofer, od 1955 należał do KPZR. W 1956 roku skończył Białoruską Akademię Rolniczą, a w 1961 roku Wyższą Szkołę Partyjną przy KC KPZR, od 1956 był głównym agronomem stanicy maszynowo-traktorowej rejonu stolińskiego. Etatowy funkcjonariusz partyjny od 1958 roku, w latach 1961–1965 I sekretarz rejonowego komitetu KPK w obwodzie pawłodarskim, od 1969 roku w aparacie KC Komunistycznej Partii Białorusi. Od 5 marca 1977 do 28 lutego 1987 I sekretarz komitetu obwodowego KPB w Brześciu. Od 6 lutego 1987 do 28 listopada 1990 roku I sekretarz KPB. W latach 1979–1991 deputowany do Rady Najwyższej ZSRR, w latach 1987-1989 członek Prezydium Rady Najwyższej ZSRR. Od 1981 zastępca członka, a 1986–1990 członek KC KPZR, w tym od lipca do grudnia 1990 członek Biura Politycznego KC KPZR. Od 1990 na emeryturze. W chwili śmierci przewodniczący Rady Komunistycznej Partii Białorusi, członek republikańskiej Rady Weteranów Wojny i Pracy, Sił Zbrojnych i Organów Ścigania.

## Odznaczenia
- Medal Sierp i Młot Bohatera Pracy Socjalistycznej (18 kwietnia 1986)
- Order Lenina
- Order Rewolucji Październikowej
- Order Czerwonego Sztandaru Pracy (trzykrotnie)

I medale.